# Гистогенез
Гистогенез (от др.-греч. ἱστός — ткань + γένεσις — образование, развитие) — совокупность закономерно протекающих процессов, обеспечивающих возникновение (онтогенез), существование и восстановление тканей животных организмов с их специфическими в разных органах свойствами. Изучение гистогенеза и его закономерностей – одна из важнейших задач гистологии. Термином «гистогенез» принято обозначать образование тканей в ходе индивидуального развития организма – онтогенеза. Однако закономерности гистогенеза не могут рассматриваться в отрыве от эволюционного развития тканей (филогистогенеза(развитие отдельной ткани в филогенезе)). Это сложный молекулярно-генетический процесс закономерного включения генов, определяющих специфику синтеза белков в клетке. В основе гистогенеза лежит начинающаяся с самых ранних стадий эмбриогенеза клеточная дифференцировка – развитие нарастающих морфофункциональных различий между специализирующимися клетками. В результате тканевой дифференцировки эмбриональных зачатков возникает всё многообразие тканей разных органов тела. Восстановление повреждённых или частично утраченных тканей после травм осуществляется благодаря репаративному гистогенезу. В послезародышевом периоде процессы гистогенеза подразделяют на 3 основных типа: в тканях, основные клетки которых не размножаются (например, нейроны нервной ткани); в тканях, размножение клеток которых связано главным образом с ростом органа (например, паренхима пищеварительных желёз, почек); в тканях, характеризующихся постоянным обновлением клеток (например, кроветворная ткань, многие покровные эпителии).  При патологических состояниях процессы гистогенеза могут подвергаться глубоким качественным изменениям и приводить к разнообразным отклонениям в развитии тканей, вплоть до полного его извращения при опухолевом росте. В образовании определенного вида тканей участвует 3 зародышевых листка(эктодерма , энтодерма , мезодерма).
1. Эктодерма — закладывается на стадии бластулы и образуется в результате гистогенеза следующие ткани: ткань нервной системы, наружные покровы(эпителий кожи), потовые и сальные железы, эмаль зубов, воспринимающие клетки органов чувств.
2. Энтодерма — закладывается на стадии гаструлы и образуется в результате гистогенеза следующие ткани: вся остальная эпителиальная ткань, железы ЖКТ, печень и поджелудочная железа.
3. Мезодерма — закладывается на стадии нейрула и образуется в результате гистогенеза следующие ткани: соединительная ткань, скелетная мускулатура, органы выделения, кровеносная система, гладкая мускулатура кишечника, дыхательная и моче-половая система, сердце, эндокринная система[2].